# Molodist - Festival Internacional de Cinema de Kiev
Kyiv International Film Festival - Molodist (em ucraniano: КиКвський Міжнародний Кінофестиваль "Молодість") é um festival internacional de cinema que acontece anualmente em Kiev, Ucrânia. É considerado o maior festival da Ucrânia e um dos maiores do Leste Europeu. 

## História
O festival começou em 1970 como um festival de filmes de dois dias, rodado por alunos do Instituto Estadual de Artes Teatrais de Kiev, apresentando 33 filmes naquele ano. Em 2010, foram 439 filmes apresentados, tornando-se o maior festival de cinema da Ucrânia, com uma audiência de 127 mil pessoas. O presidente do festival é Andrii Khalpakhchi (Андрій Халпахчі). 
É o único festival de cinema da Ucrânia credenciado pela FIAPF, fazendo parte da associação desde 1991. Faz parte da seleta lista de 26 festivais especializados de competição internacional.
Produtores europeus atualmente reconhecidos que estrearam no festival Molodist: Tom Tykwer, Danny Boyle, François Ozon, Andras Monori, Ildikó Enyedi, Hera Popelaars, Jacques Odiar, Sergiy Masloboychykova, Oleksiy Balabanov, Denys Evstigneev, Stephen Doldri e outros.
Os participantes do Molodist foram posteriormente homenageados com a Palma de Ouro (Bruno Dumont) e o Oscar (Alan Berliner).